# アラスカ航空
アラスカ航空 (アラスカこうくう、Alaska Airlines, NYSE: ALK) はアメリカ合衆国の航空会社。傘下に「ホライゾン航空」(Horizon Air) がある。航空連合「ワンワールド」に加盟している。

## 歴史

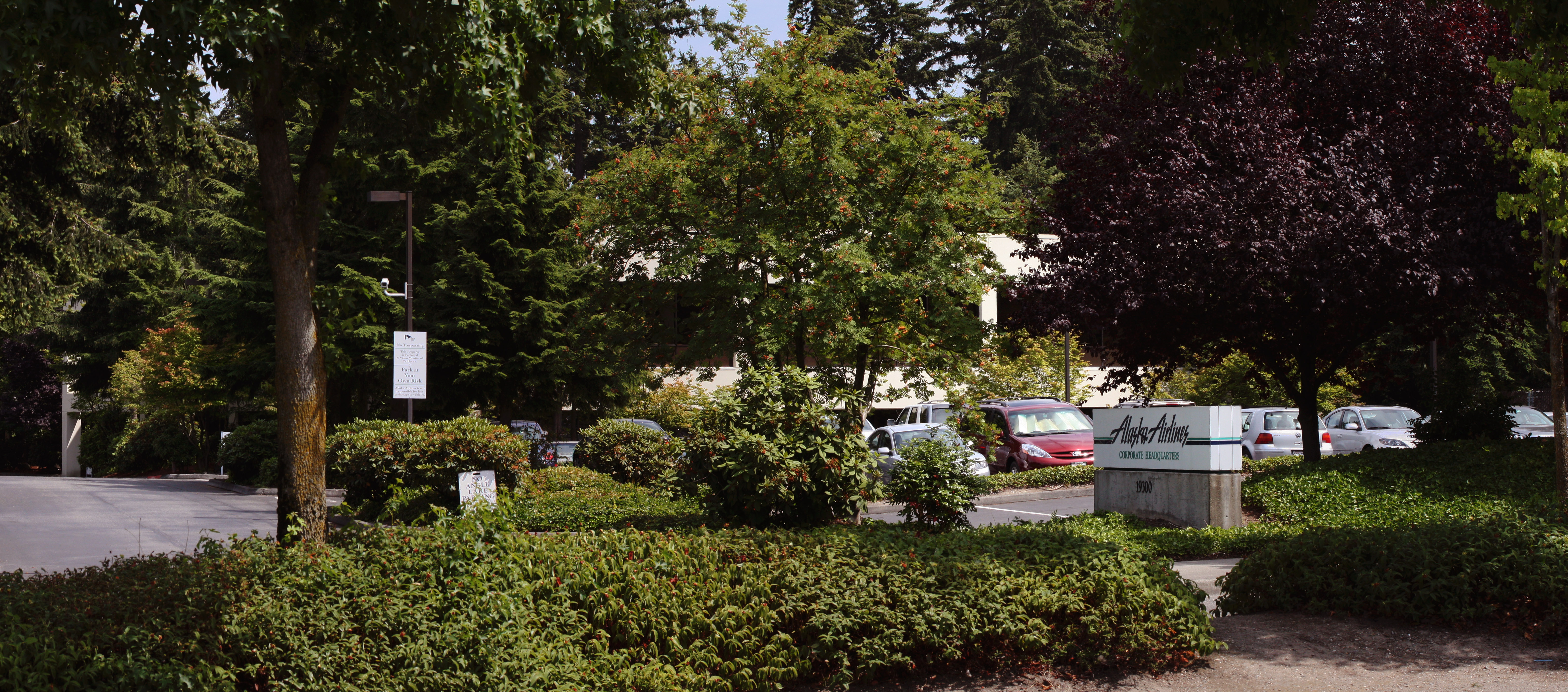
アラスカ航空の本部

旧ロゴ

1932年にアンカレッジ（Anchorage）〜ブリストル・ベイ（Bristol Bay）間の地域航空会社「マクジー航空」（McGee Airways）として創業、その後、合併を繰り返しアラスカ州最大の航空会社「アラスカ航空」となる。1960年代の冷戦時代には、ソ連への定期便も運航していた。また1980年代には、アメリカ航空業界の規制緩和を背景に、さらなる急成長を遂げた。ワシントン州シアトルをハブとしている。
2016年1月25日、25年ぶりの大規模なブランド・リニューアルを実施、「Alaska Airlines」のロゴを一新し、機体塗装を変更するが、アラスカ航空の尾翼を飾るエスキモーはこれまで通り一貫して新塗装でも使用する。
2016年4月、ヴァージン・アメリカを26億ドルで買収することが明らかにされた。
2016年5月には日本航空（JAL）との間でコードシェア便の運航とマイレージの提携を実施することが決定した。2016年6月29日からロサンゼルス、サンディエゴ、バンクーバー、サンフランシスコを発着するアラスカ航空の一部路線がJALとのコードシェアの対象になる。また、同日からアラスカ航空利用分もJALのマイル加算対象となる。
2016年6月7日、バイオ燃料・生化学会社のGevoが供給するトウモロコシから生成されたアルコール・ジェット燃料で、2つの便を運航。アメリカでトウモロコシから生成したバイオ燃料を使用した商業飛行は初めて。
2016年11月17日、ブリティッシュ・エアウェイズとコードシェアを実施すると発表。
2017年5月1日、デルタ航空とのコードシェア、マイル提携を終了。なお、コードシェア提携解消後も、インターライン提携は継続。
2017年5月22日から、フィンエアーとマイレージ提携を開始、2018年5月20日から、アメリカ西海岸線でコードシェアを開始。
2018年3月31日、エールフランス航空、KLMオランダ航空のマイレージプログラム「フライング・ブルー」との提携を解消。
2019年6月13日から、南アフリカ航空とインターライン提携を開始。
2019年6月14日、エア・イタリーと特別精算契約(SPA)を締結したと発表。
2020年2月13日、アメリカン航空と、アメリカ西海岸における新たな提携「ウェスト・コースト・インターナショナル・アライアンス」の発足を発表
2021年3月31日、ワンワールドに加盟した。
2021年6月29日、同じワンワールドに所属するカタール航空とコードシェア契約を締結。
2023年12月3日、ハワイ諸島を拠点としているハワイアン航空を19億ドル（日本円で約2800億円）で買収することを同社と合意。2024年9月18日に同社の買収が完了した。統合後の本社はシアトル、ホノルルは重要ハブとすることも発表した。
2024年1月5日17時ごろ、ポートランド発オンタリオ行きAS1282便が、離陸直後にドアが吹き飛び減圧が発生したため、ポートランド空港に緊急着陸。アメリカ連邦航空局(FAA)は1月6日より、一部737-9MAXのアメリカ国内一時運航停止と、緊急耐空性指令(EAD)を指示した。（アラスカ航空1282便緊急着陸事故）
2024年8月18日、ブレンデッドウィングボディ機を開発しているアメリカのスタートアップ企業「ジェットゼロ(JetZero)」への出資を発表。
2024年10月2日から台湾のスターラックス航空とコードシェアを開始した。スターラックス航空にとって初のコードシェアとなる。

## 機材
アラスカ航空が導入したボーイング製航空機の顧客番記号(カスタマーコード)は90で、航空機の型式名は727-290、737-990などとなる。
アラスカ航空は、ボーイング737及びエンブラエル E-Jetファミリーの機材を運航している。ボーイング737に関しては、主に737-800/-900ER型及びMAX 9型を数多く投入している。
アラスカ航空では、旧式化の進んでいるMD-83型機を段階的にボーイング737NGシリーズに更新していく計画を進めていた。しかし、2000年代初めの航空業界の不況に伴う財務の悪化によって、この機材更新計画の進行スピードを遅らせざるを得なくなり、それに伴ってMD-83も継続使用されていた。また、財務改善を目的とした無理な増便計画による機体点検期間の延長などがアラスカ航空261便墜落事故の原因となった。しかし、航空需要が徐々にではあるが復調してきたことや、燃料費高騰に伴って旧式機材での運航効率がさらに低下したこともあり、遅れの生じていた機材更新計画を再び推し進めている。2008年10月には、MD-83型機の退役が完了済み。さらにボーイング737MAXも発注している。
かつてはMD-80シリーズとボーイング737クラシックを多数運航して後継機としてボーイング737 ネクストジェネレーションやボーイング737MAXを発注しボーイング737系列で保有機材の効率化を目指していたがヴァージン・アメリカ買収統合に伴いエアバスA320シリーズも保有する事となりエアバスA320neoも発注未受領機材があったが、2020年のCOVID-19流行による需要減退によってコスト削減の影響を受け737シリーズに機材統合の方針を発表し、737MAX9を追加契約しリース機も含め計68機の確定発注と52機のオプション契約、トータル120機の導入計画を発表した。移籍してきたA319は2020年に退役したほか、A320neoの発注を取り消した。A321neoに関しては受領済みの10機を2029年まで運用する計画もあったが2023年9月30日をもって退役しアメリカン航空に売却、ボーイング737とエンブラエル175による機材効率化を達成。

### 現在の保有機材

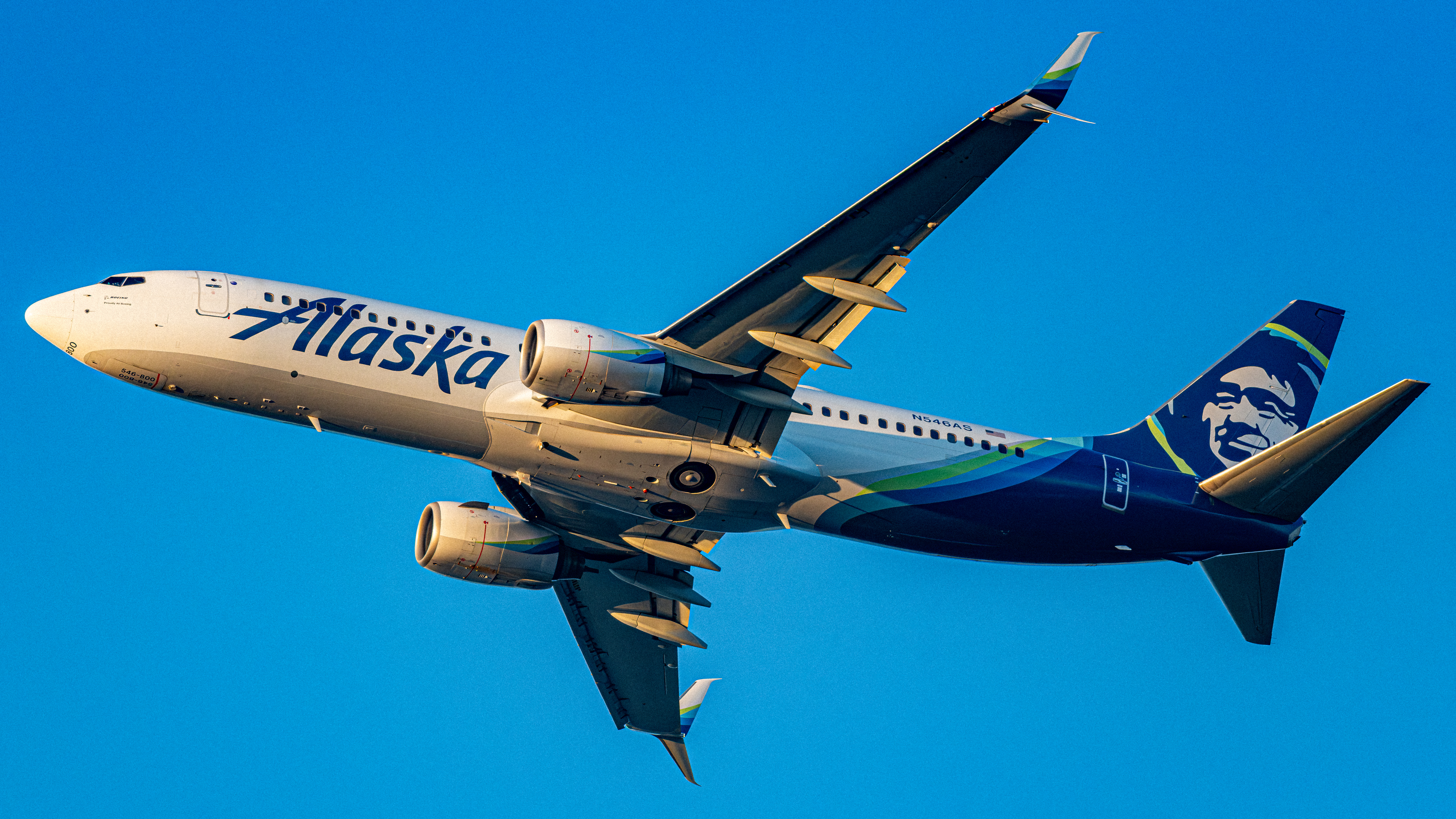
ボーイング737-800
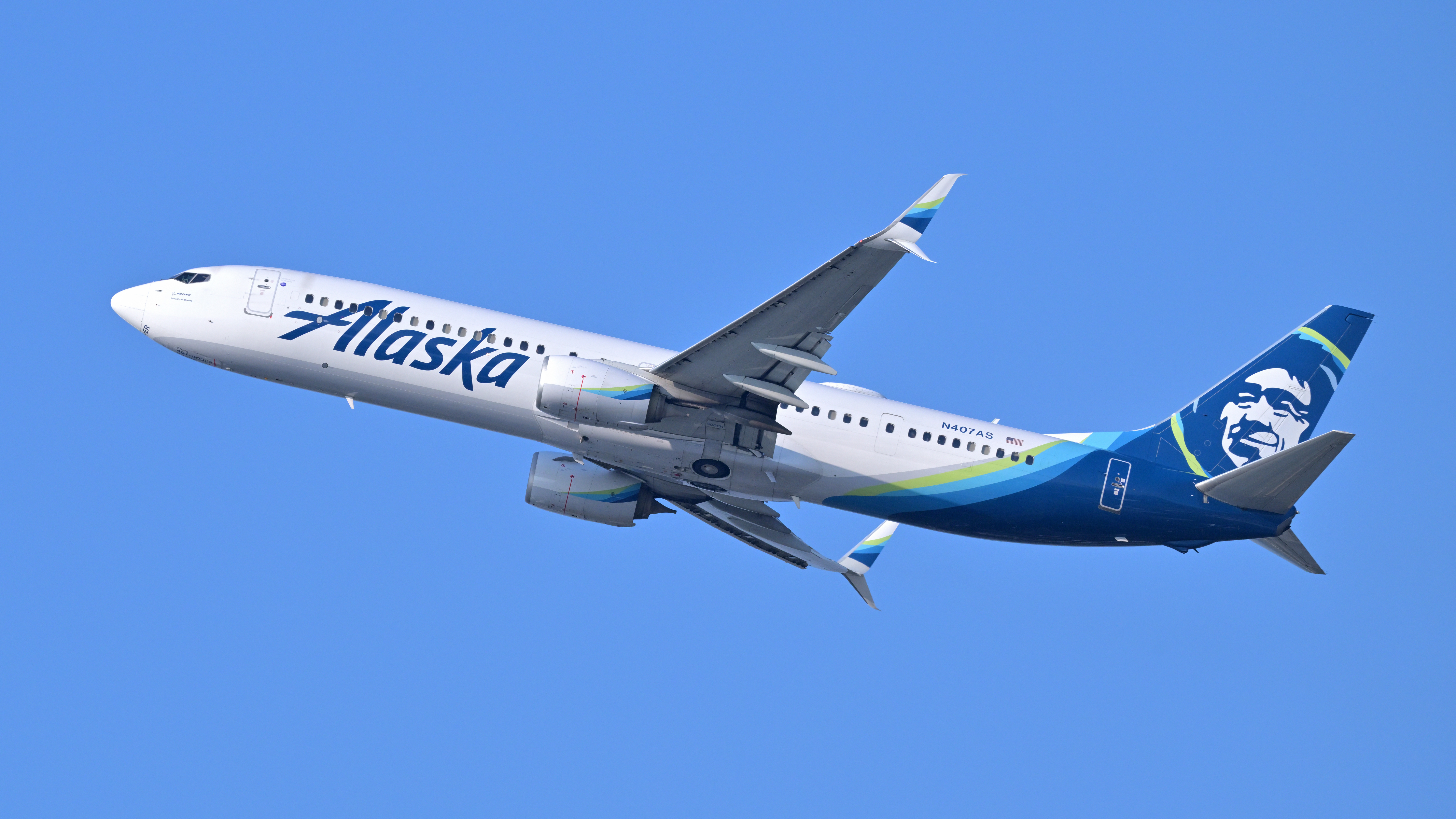
ボーイング737-900ER
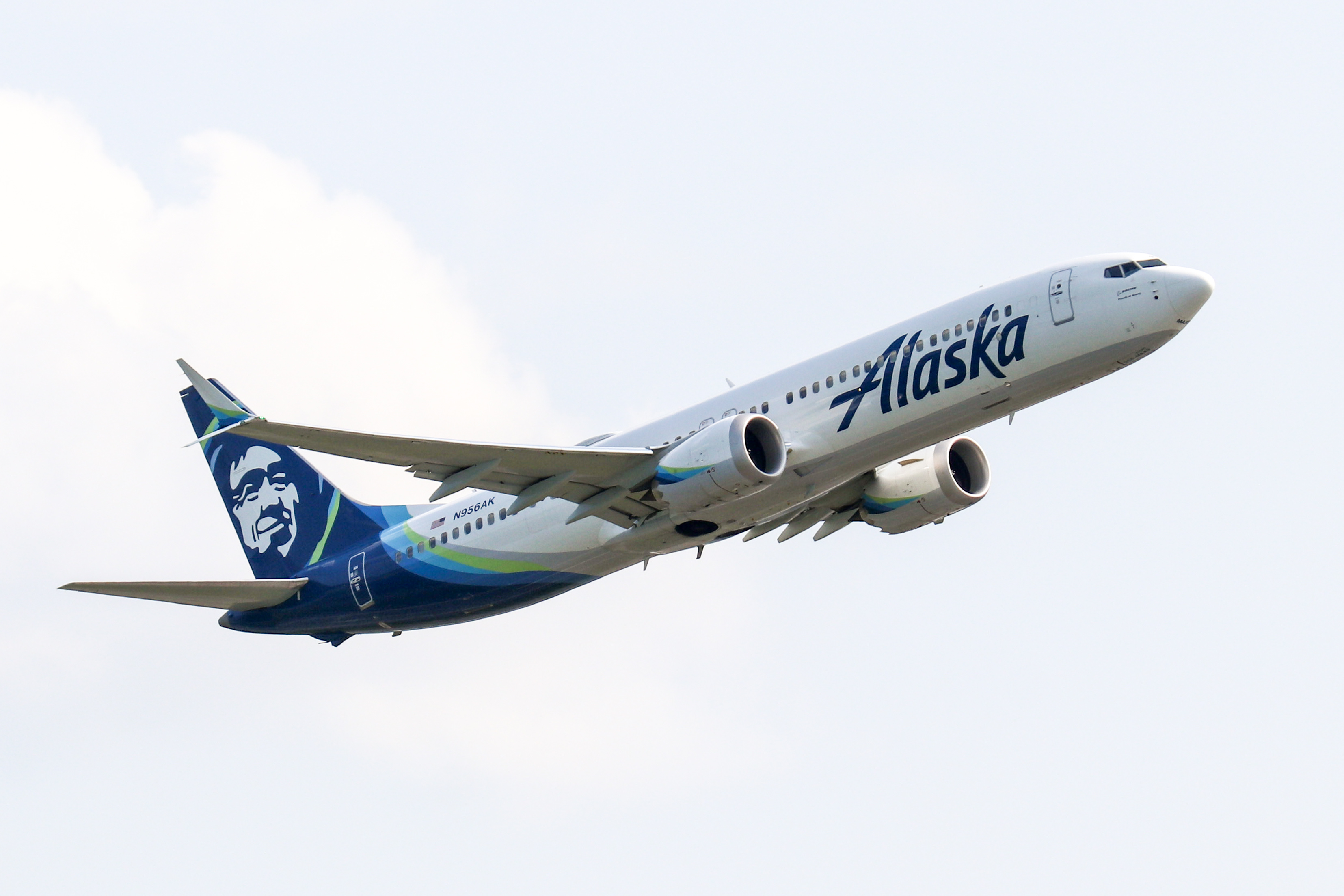
ボーイング737-9 MAX
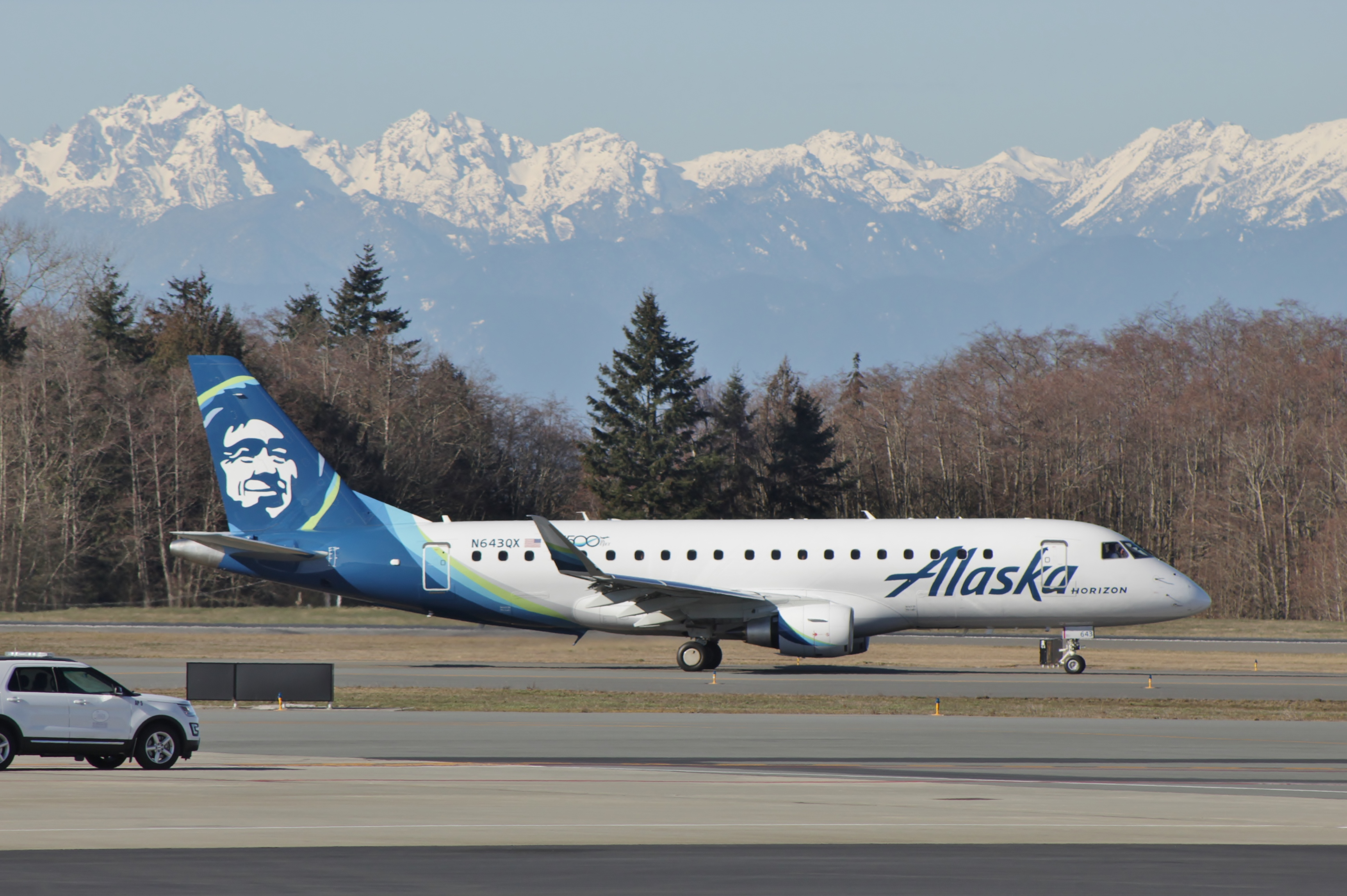
エンブラエル E175

| 機種                  | 運用数 | 発注数 | 座席数 | 座席数 | 座席数 | 座席数 | 備考                                       |
| 機種                  | 運用数 | 発注数 | F      | Y+     | Y      | 計     | 備考                                       |
| --------------------- | ------ | ------ | ------ | ------ | ------ | ------ | ------------------------------------------ |
| ボーイング737-700     | 11     | -      | 12     | 18     | 94     | 124    |                                            |
| ボーイング737-800     | 59     | -      | 12     | 30     | 117    | 159    | 2024年より機内改修予定                     |
| ボーイング737-800     | 59     | -      | 12     | 30     | 120    | 162    | 2024年より機内改修予定                     |
| ボーイング737-8 MAX   | 8      | 12     | 12     | 30     | 117    | 159    | 最初の5機は機内改修予定                    |
| ボーイング737-900     | 1      | -      | 16     | 24     | 138    | 178    | ローンチカスタマー 2025年までに退役予定    |
| ボーイング737-900ER   | 79     | -      | 16     | 24     | 138    | 178    |                                            |
| ボーイング737-9 MAX   | 80     | -      | 16     | 24     | 138    | 178    |                                            |
| ボーイング737-10 MAX  | -      | 63     | 未定   | 未定   | 未定   | 190    | 2025年より納入予定                         |
| ボーイング787-9       | -      | 13     | 34     | 未定   | 未定   | 未定   | 3機のオプション付き グループ内で機材を共有 |
| エンブラエル E175     | 47     | 3      | 12     | 16     | 48     | 76     | ホライズン航空による運航                   |
| エンブラエル E175     | 42     | -      | 12     | 16     | 48     | 76     | スカイウェスト航空による運航               |
| 貨物用機材            |        |        |        |        |        |        |                                            |
| ボーイング737-700BDSF | 3      | -      | 貨物   | 貨物   | 貨物   | 貨物   |                                            |
| ボーイング737-800BCF  | 2      | -      | 貨物   | 貨物   | 貨物   | 貨物   |                                            |
| 計                    | 332    | 91     |        |        |        |        |                                            |

- ボーイング737-800
- ボーイング737-900ER
- ボーイング737-9 MAX
- エンブラエル E175

### 特別塗装機
- 2024-2026年シーズン中、ファンを盛り上げるための取り組みの一環として、アラスカ航空がオフィシャルパートナーを務める北米のナショナルホッケーリーグ・シアトル・クラーケンをテーマにした塗装（2代目）を、ボーイング737-9-MAX「機体番号：N933AK」に施す。機体番号は、シアトル・クラーケンの公式放送局としても知られるシアトルのラジオ局93.3 KJR FMへのオマージュになっている。また、「Getaway Goals」という取り組みをし、シアトル・クラーケンがホームゲームで5得点をあげた際、ファンは特定のフライトで32％の割引を受けられ、また、シアトル・タコマ国際空港やペインフィールド空港を利用する際、チームのユニフォームを着用した乗客は、今シーズン終了まで優先搭乗を受けられるなど、ユニークな特典が用意されている。[30]
- 2024年から2026年、メジャーリーグ・シアトル・マリナーズの特別塗装機の運航（2代目）。マリナーズの全試合を放送するチームの公式ラジオ局「シアトル スポーツ 710」にちなみ、737-9MAX「機体記号：N710AL」に特別塗装を施し、2026年まで運航される予定。[31]
- ディズニーとのコラボレーションは、2015年ごろから行われており今回で8機が登場している。現在は、トゥーンタウン、トイ・ストーリー、スターウォーズの特別塗装機を運航していて、過去には、カーズ 、インクレディブル 、スピリット・オブ・ディズニーランド 、ティンカーベル、アラジンをテーマにした塗装機が運航していた。[32]
- 2021年4月より、ワンワールドの特別塗装機を運航
- 2021年4月より、黒人学生のためのアメリカ慈善団体「United Negro College Fund(UNCF)」とコラボした教育と公平性を表現した塗装機を運航[33]
- 2017年6月28日、メジャーリーグ・シアトル・マリナーズの特別塗装機を公開。マリナーズの40周年記念を胴体に記したデザインで、アラスカ航空とマリナーズの提携ハッシュタグ「#MyOhMariners」も搭乗ドア横にある。[34]
- 2016年10月26日、11月11日の「退役軍人の日(Veterans Day)」を前に、アメリカ軍での任務を讃え、特別塗装機「Honoring Those Who Serve(退役軍人を偲ぶ)」を公開。胴体に赤いストライプを入れ、青を印象的に使ったデザインでアメリカ国旗を意識し、空軍、陸軍、海軍、海兵隊と沿岸警備隊への敬意を示す5つの星も記されています。[35]
- ボーイングとともに、2016年6月30日、ボーイングの100周年を記念する特別塗装機を公開。

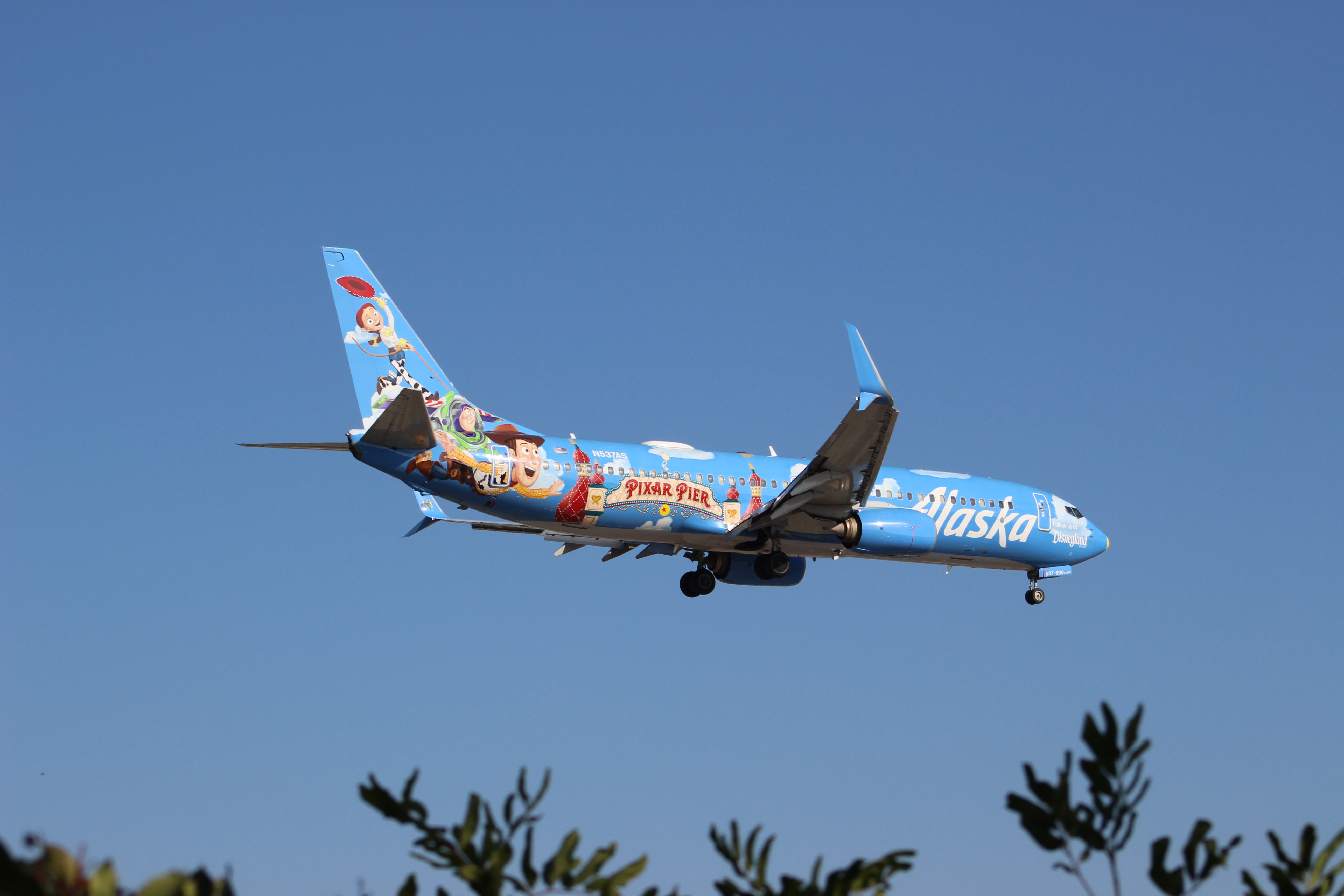
ボーイング737-800 (Friendship and Beyond at Disneyland Resort - Pixar Pier)
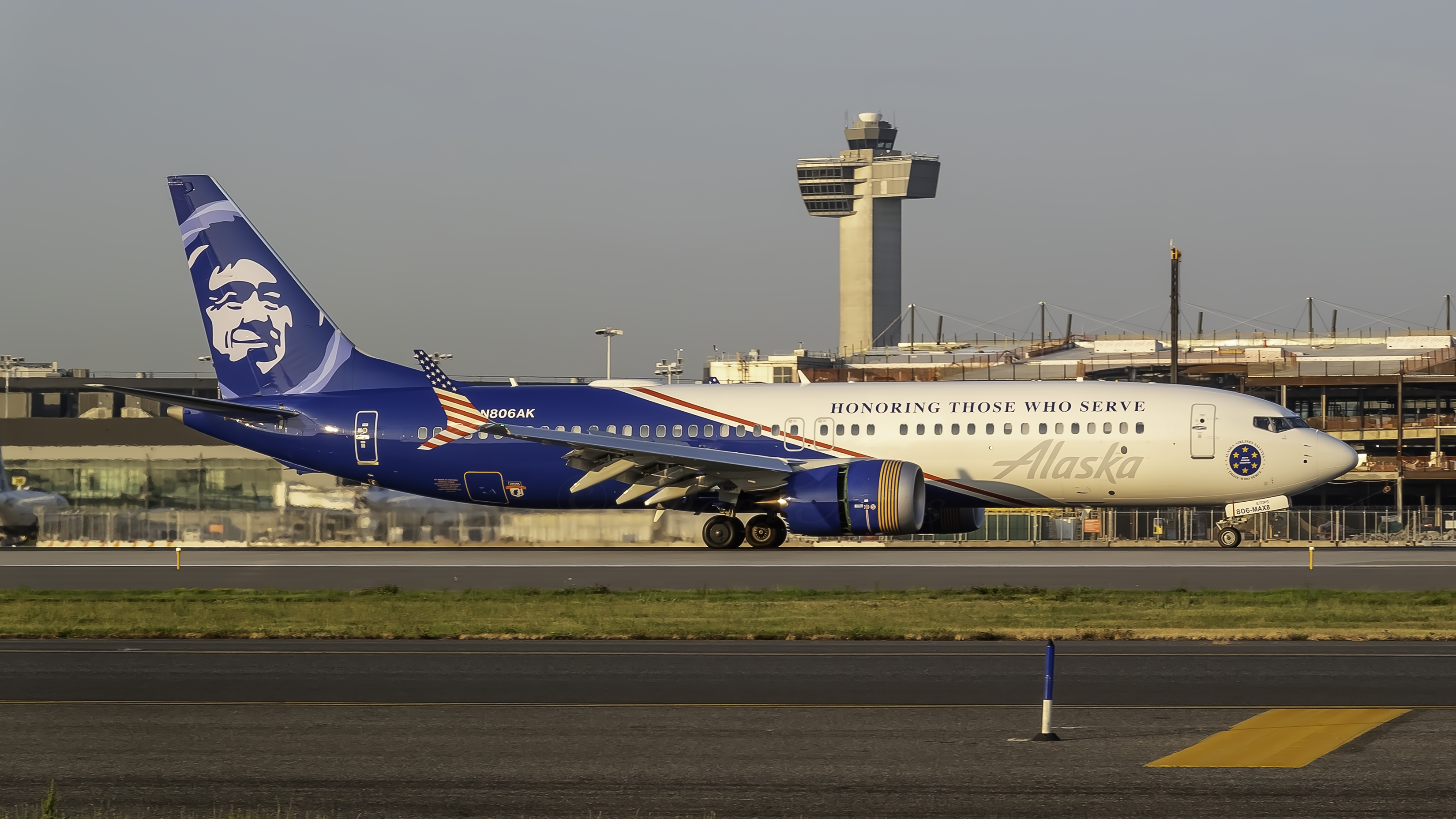
ボーイング737-8 MAX (Honoring Those Who Serve)

### 過去の保有機材

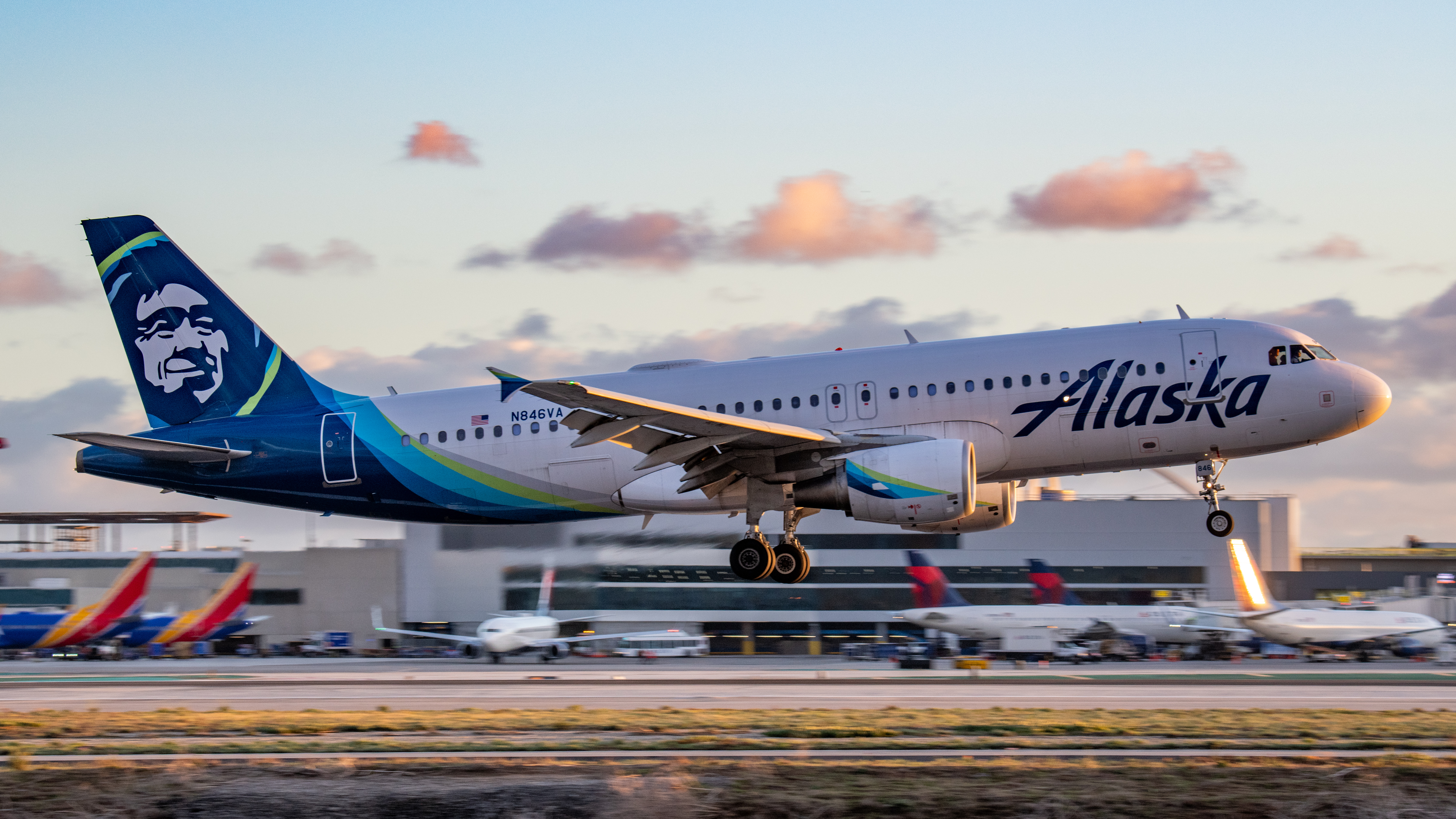
エアバスA319-100
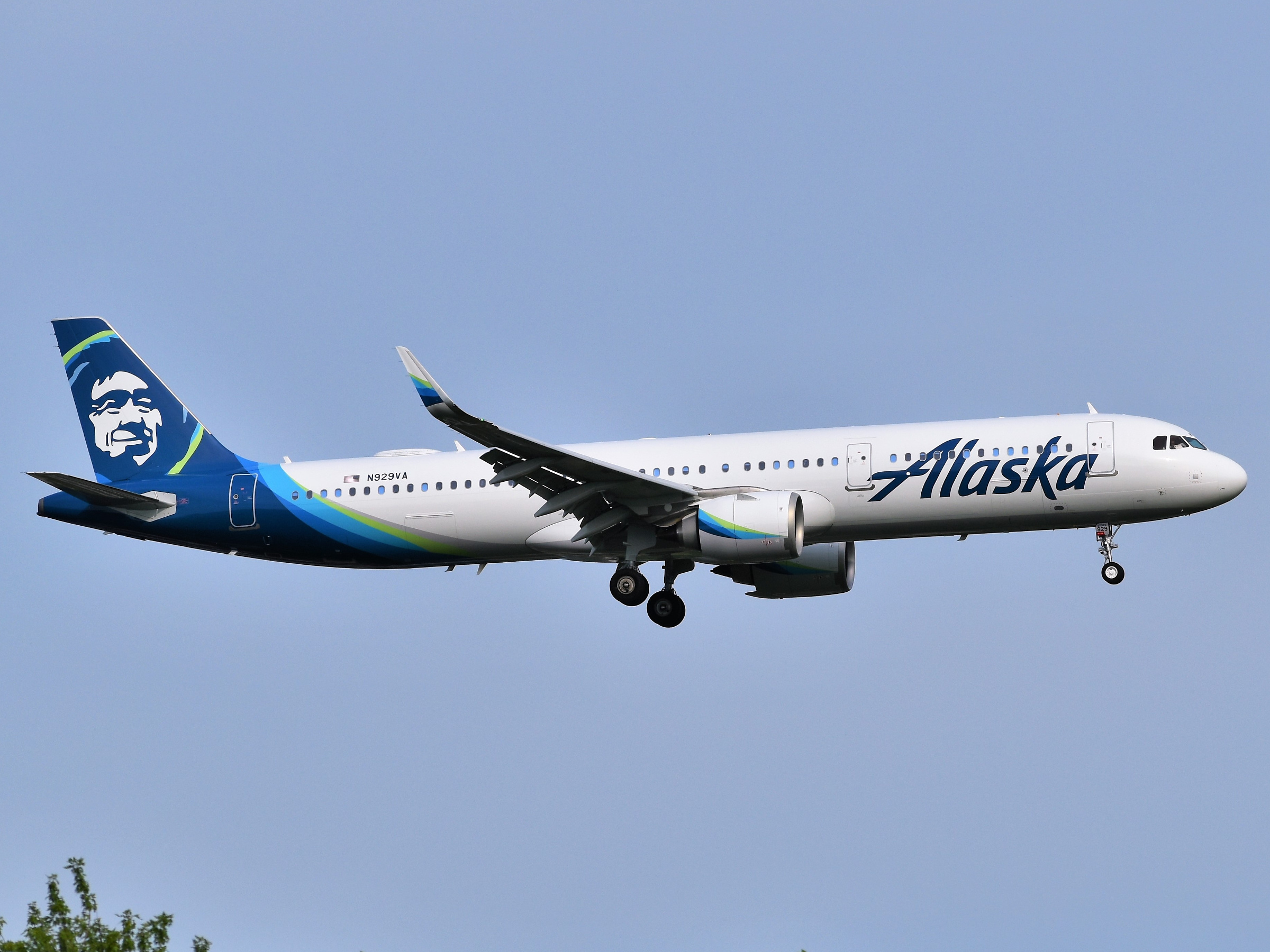
エアバスA320-200
- エアバスA321neo
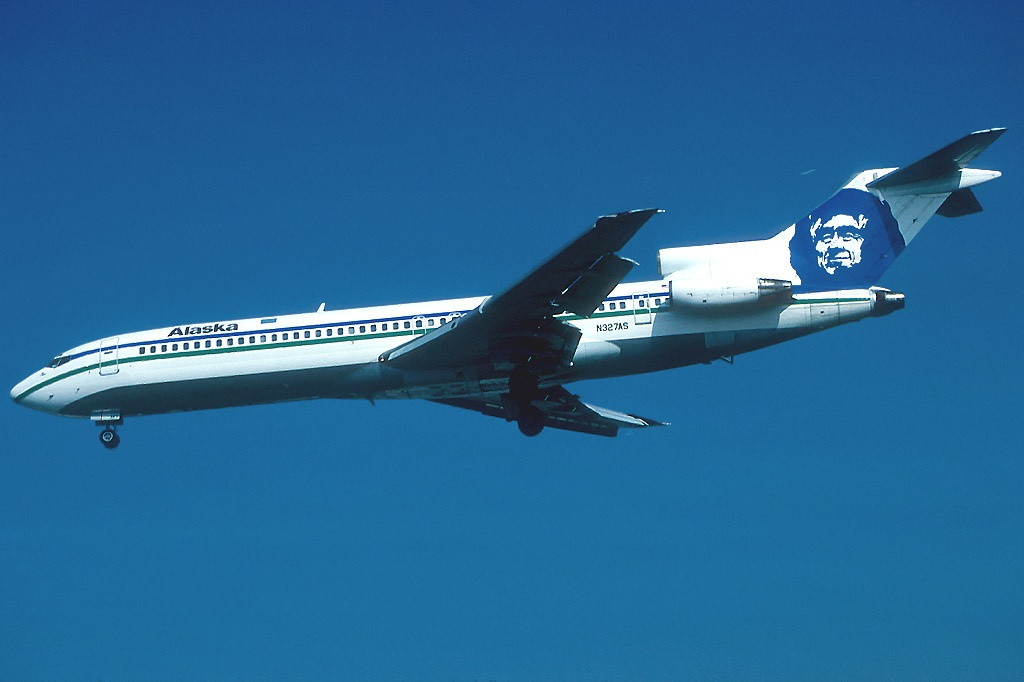
ボーイング707
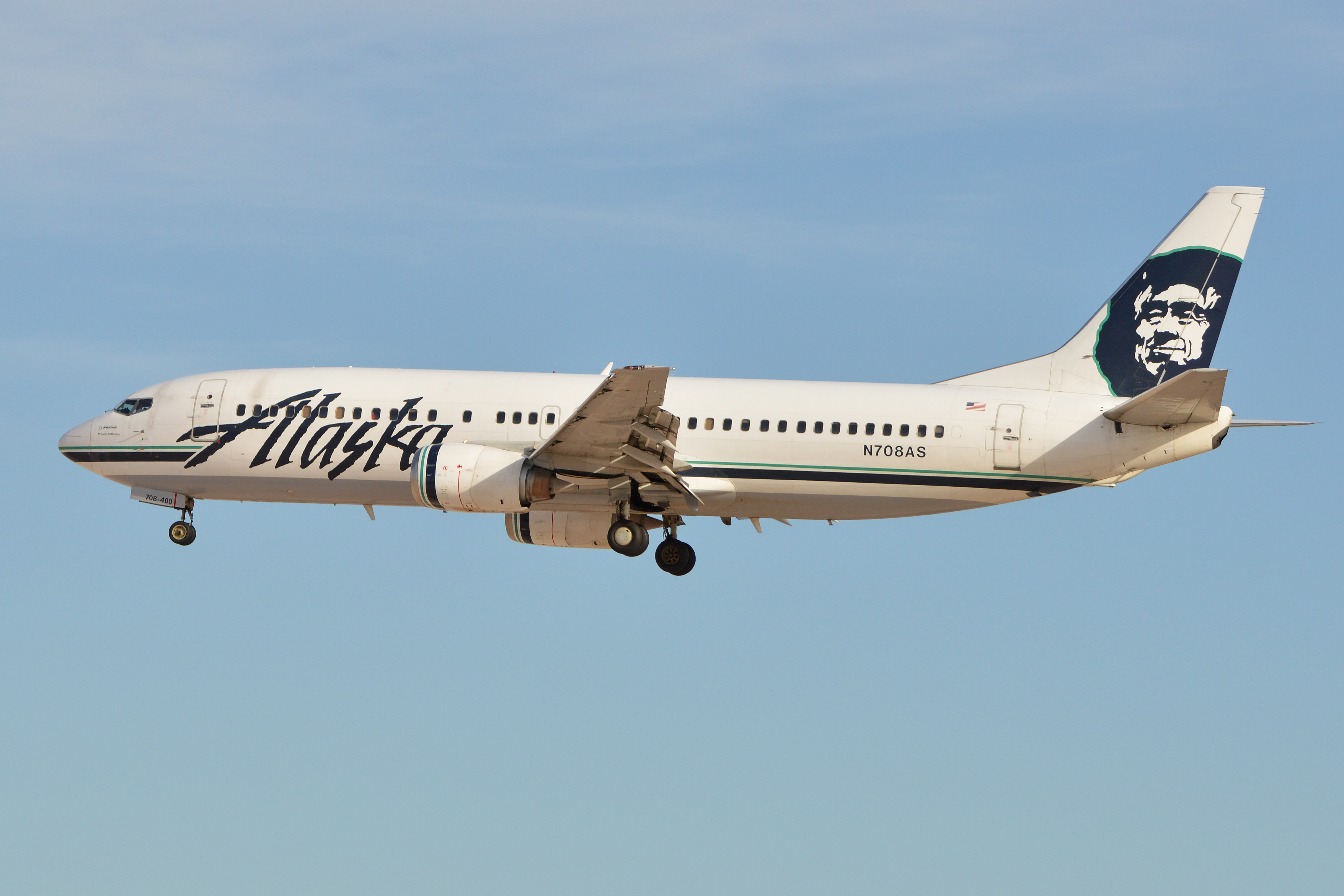
ボーイング720
- ボーイング727-100/200
- ボーイング737-200C
- ボーイング737-400
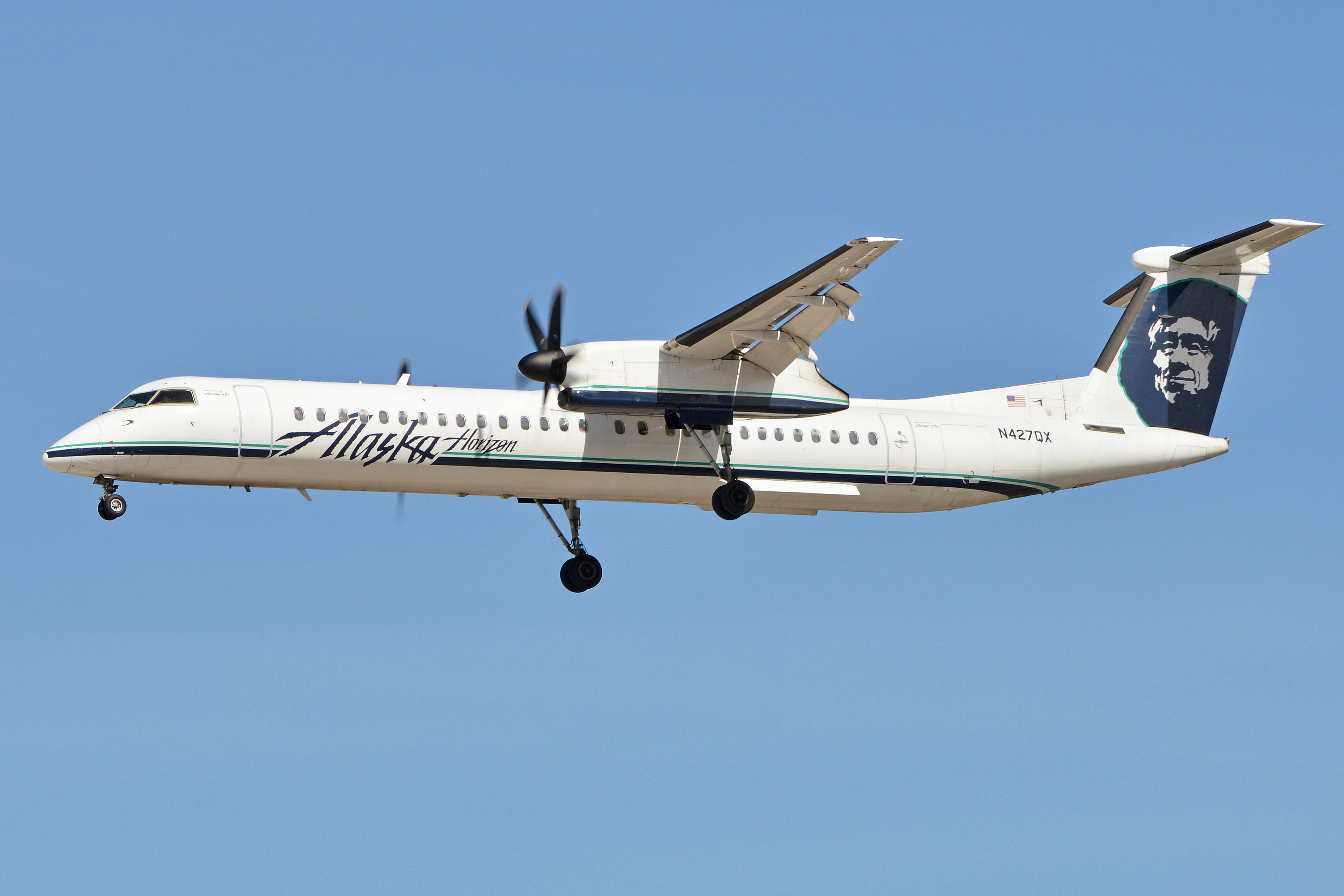
ボンバルディア CRJ-700
- ボンバルディア DHC-8-Q400
- コンベア880
- コンベア990
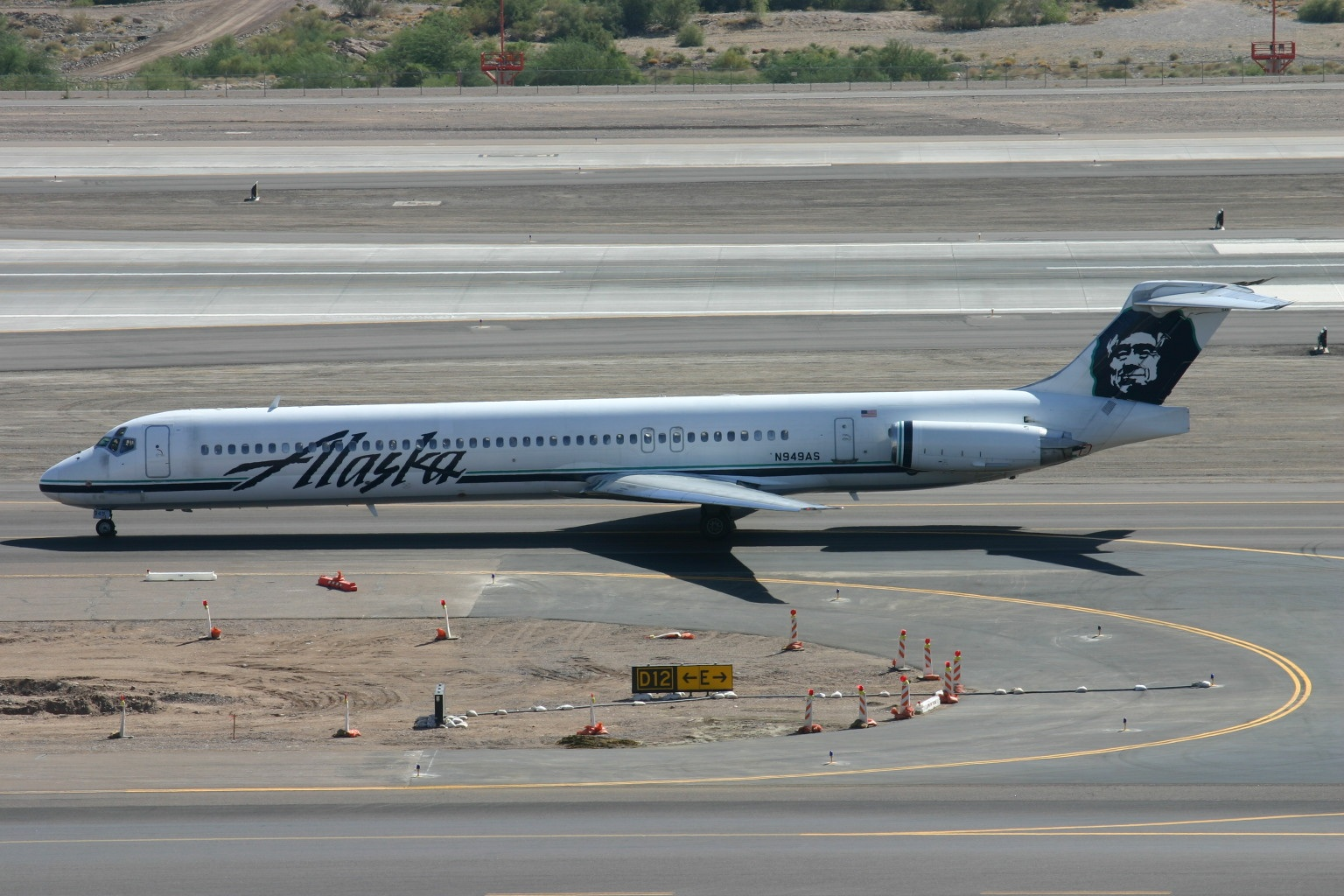
マクドネル・ダグラス MD-82/83

- エアバスA320-200
- エアバスA321neo
- ボーイング727-20adv
- ボーイング737-400
- ボンバルディア DHC-8-Q400
- マクドネル・ダグラス MD-83

## サービス
アラスカ航空はアメリカ合衆国、カナダ、及びメキシコへ40都市以上に及んでいる。以前はロシア極東地域にも就航していた。ヴァージン･アメリカの統合により就航先は115都市に及び米西海岸最大の路線網を運航している。
機内誌は「Alaska Airlines Magazine」、マイレージサービスは「Mileage Plan」がある。
インターネット接続サービスを提供するGogoと提携し、保有するボーイング、エアバス機材の全てに、より速く接続が可能となる2Kuバンドを導入すると発表。2018年前半から737に導入開始し、2018年末までには40機から50機に装備が完了、残りの主流機材には2020年の早い時期までに衛星Wi-Fiが装備される予定。

## 提携航空会社
アラスカ航空は以下の航空会社と提携を行っている。

### ワンワールドアライアンスパートナー
- アメリカン航空
- ブリティッシュ・エアウェイズ
- キャセイパシフィック航空
- フィジー・エアウェイズ
- フィンエアー
- イベリア航空
- 日本航空
- マレーシア航空
- オマーン・エア
- カンタス航空
- カタール航空
- ロイヤル・エア・モロッコ
- ロイヤル・ヨルダン航空
- スリランカ航空

### マイル獲得・交換パートナー
- エアリンガス
- エア・タヒチ・ヌイ
- コンドル航空
- 海南航空
- アイスランド航空
- 大韓航空（スカイチーム）
- LATAM航空
- フィリピン航空
- ポーター航空
- シンガポール航空（スターアライアンス）
- スターラックス航空

### マイル獲得パートナー
- アリューシャン航空（英語版）
- バハマスエア
- ケープエアー
- コンター航空（英語版）
- ケンモア・エア（英語版）
- モクレレ航空
- サザン・エアウェイズ・エクスプレス（英語版）

## 航空事故
- アラスカ航空1866便墜落事故
- アラスカ航空60便オーバーラン事故
- アラスカ航空261便墜落事故
- アラスカ航空1282便緊急着陸事故